# 土田旭
土田 旭（つちだ あきら、1937年 - ）は、日本の都市計画家、アーバンデザイナー。都市環境研究所代表所員（会長）。京都造形芸術大学客員教授。

## 経歴
兵庫県生まれ。1960年、東京大学工学部建築学科卒業。1965年、東京大学大学院工学系研究科建築学専攻博士課程単位取得。同大学工学部都市工学科助手を経て、1970年、都市環境研究所を設立。

## 著書・訳書

### 著書
- 『日本の都市空間』（共著）　彰国社
- 『アーバンデザインの現代的展望』（共著）　鹿島出版会
- 『都市のデザイン-きわだつからおさまるへ』（共著）　学芸出版社
- 『アーバンデザイン軌跡と実践手法』（編著）　彰国社

### 訳書
- リチャード・P・ドーバー　『環境のデザイン』　鹿島出版会

## 実施・参加した計画
- 筑波研究学園都市マスタープラン作成
- 日立駅前地区都市デザイン
- 幕張ベイタウン計画・デザイン調整